# Anoratha albitibiata
Anoratha albitibiata là một loài bướm đêm trong họ Erebidae.